# Mions
 Mions  es una población y comuna francesa de la Metrópoli de Lyon en la región de Auvernia-Ródano-Alpes. Pertenece a la aglomeración urbana de Lyon.

## Demografía
| 1867 | 2848 | 5081 | 6044 | 9145 | 10 283 | 11 280 | 12 485 |
| Para los censos de 1962 a 1999 la población legal corresponde a la población sin duplicidades (Fuente: INSEE [Consultar]) |      |      |      |      |        |        |        |